# Красносільська сільська рада (Лугинський район)
Красносільська сільська рада (до 1946 року — Бобрицька німецька сільська рада, Колоно-Бобричівська сільська рада) — колишня адміністративно-територіальна одиниця та орган місцевого самоврядування у Лугинському районі Коростенської і Волинської округ, Київської й Житомирської областей Української РСР з адміністративним центром у селі Красносілка.

## Населені пункти
Сільській раді на час ліквідації були підпорядковані населені пункти:
- с. Красносілка
- с. Осни

## Населення
Кількість населення ради, станом на 1931 рік, становила 844 особи.

## Історія та адміністративний устрій
Створена 25 січня 1926 року, як Бобрицька німецька національна сільська рада, в колонії Бобричі Бобрицької української сільської ради Лугинського району Коростенської округи. Станом на 17 грудня 1926 року в підпорядкуванні ради числиться хутір Чиста Лужа, станом на 1 жовтня 1941 року — х. Осни; х. Чиста Лужа не значиться на обліку населених пунктів. 7 червня 1946 року сільську раду перейменовано в Красносільську через перейменування центру ради в с. Красносілка.
Станом на 1 вересня 1946 року сільська рада входила до складу Лугинського району Житомирської області, на обліку в раді перебували с. Красносілка та х. Осни.
Ліквідована 11 серпня 1954 року, відповідно до указу Президії Верховної ради Української РСР «Про укрупнення сільських рад по Житомирській області», територію та населені пункти приєднано до складу Бобрицької сільської ради Лугинського району Житомирської області.